# Крупська Надія Костянтинівна
Наді́я Костянти́нівна Кру́пська, Ульянова Наді́я Костянти́нівна (рос. Надежда Константиновна Крупская, Ульянова Надежда Константиновна; {(14 (26) лютого 1869 , Санкт-Петербург, Санкт-Петербурзька губернія, Російська імперія  — 27 лютого 1939 , Москва, РРФСР, СРСР ) — більшовицька революціонерка, теоретик та організаторка радянського шкільництва та системи народної освіти, радянська суспільна громадська діячка. Почесна член Академії наук СРСР (1.02.1931), доктор педагогічних наук (1936). Член Центральної контрольної комісії РКП(б) у 1924—1927 роках та член Президії ЦКК РКП(б) у 1924—1925 роках. Член ЦК ВКП(б) у 1927—1939 роках. Дружина Володимира Леніна (Ульянова).

## Життєпис
Народилася 14 лютого (26 лютого за новим стилем) 1869 року в Санкт-Петербурзі у незаможній шляхетній родині (із дворян Волинської губернії гербу «Корчак»), дворянина й офіцера Російської імперії. Її прадід — із села Малі Пузирки (нині — Україна). Батько її Костянтин Гнатович Крупський (*2.VII.1838-†1883) — з дворян Волинської губернії, поручник, брав участь у Комітеті російських офіцерів, підтримував польське повстання 1863—1864 років. Її мати Єлизавета Василівна Тістрова (*1843-†1915) — гувернантка.

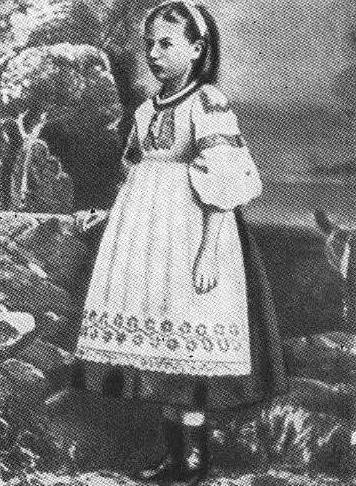
Надія Крупська в 1876 році

У 1886 закінчила із золотою медаллю жіночу гімназію княгині Оболенської в Санкт-Петербурзі, а потім (у 1887 році) педагогічний клас при ній.
У 1887—1891 роках — викладачка професійної школи, репетиторка у пансіоні при гімназії княгині Оболенської в Санкт-Петербурзі.
1889 року вступила на історико-філологічне відділення Вищих Бестужевських жіночих курсів. Покинула їх і в 1890–1891 роках стала брати активну участь у марксистських гуртках Петербурга.
У 1891—1896 роках — викладачка вечірньої недільної школи за Невською заставою в Санкт-Петербурзі. Одночасно з 1894 по 1896 рік працювала реєстраторкою управління Миколаївської залізниці.
Була заарештована у 1896 року і до квітня 1897 року перебувала у в'язниці.
У 1897—1898 роках — перекладачка і репетиторка у Санкт-Петербурзі.
З 1898 року входила до соціал-демократичної робітничої партії в Російській імперії.
У 1898 році Крупську засудили до трьох років заслання в село Шушенське Мінусинського повіту (Єнісейська губернія) на Сибіру, де відбував заслання і Володимир Ульянов (Ленін). Там вона з ним бере християнський шлюб в Російській Православній Церкві, оскільки вони обидвоє були хрещені в РПЦ.
У 1900—1901 роках перебувала на засланні в Уфі, працювала репетиторкою.
З 1901 року вже як офіційна дружина супроводжувала Леніна в поїздках за кордон, під час якої підтримує його як секретарка і прессекретарка. У 1901—1903 роках — секретарка редакції газети «Искра» та секретарка закордонної Ліги російської революційної соціал-демократії в Мюнхені, Лондоні та Женеві. У 1904—1905 роках — секретарка Центрального органу і закордонної частини ЦК РСДРП у Женеві. У 1905—1907 роках — секретарка більшовицької частини ЦК РСДРП у Санкт-Петербурзі. У 1908—1912 роках — на партійній роботі в більшовицькій частині ЦК РСДРП у Женеві та Парижі, з 1912 по 1914 рік — у Кракові, в 1914—1917 роках — в Берні та Цюриху (Швейцарія).
У 1917 році повернулася з Леніним в Російську імперію (див. «Пломбований вагон»). З квітня по липень 1917 року — секретарка ЦК РСДРП(б) у Ленінграді. З липня по жовтень 1917 року — на партійній роботі у Виборзькому районному комітеті РСДРП(б).
Після листопада 1917 року працювала в радянській системі освіти, з жовтня 1917 по 27 лютого 1939 року — член колегії Народного комісаріату освіти РРФСР. Одночасно, з жовтня 1917 по серпень 1924 року — заступниця народного комісара освіти РРФСР.
З листопада 1920 по вересень 1929 року — член колегії, голова Головного політико-просвітницького комітету «Головполітпросвіти» при Народному комісаріаті освіти РРФСР. З 1921 року — голова Науково-методичної секції Державної вченої ради при Народному комісаріаті освіти РРФСР. Член редакційно-видавничого сектора Головного управління державного видавництва Народного комісаріату освіти РРФСР «Держвидав».
У жовтні 1925 — березні 1926 року — відповідальна редакторка журналу «Красная молодежь». У грудні 1927 — липні 1929 року — голова Всесоюзного товариства «Техніка — масам».
У вересні 1929 — 27 лютого 1939 року — заступниця народного комісара освіти РРФСР.
Почесна член Академії наук СРСР (від 1 лютого 1931 року). З 1924 р. — член ЦК КПРС.
За деякими відомостями, не підтримувала репресії Сталіна, клопотала за репресованих СРСР, співпрацювала з антисталінською опозицією, передавала кореспонденцію Леніна для Лева Троцького, виступала за християнський традиційний похорон Леніна проти його муміфікації для використання в мавзолеї Леніна.
Померла 27 лютого 1939 року в Москві. За однією з неофіційних версій, була отруєна за наказом Й. Сталіна. Урна з прахом Н. К. Крупської розміщена в Кремлівській стіні на Красній площі в Москві.

## Нагороди
- орден Леніна (8.03.1933)
- орден Трудового Червоного Прапора.

## Вшанування імені
У 1925–2001 рр. у Полтаві ім'ям Надії Крупської була названа вулиця в Київському районі.
Сумська обласна універсальна наукова бібліотека до серпня 2016 р. мала ім'я Крупської.
В Одесі, у місті Роздільна Одеської області були вулиці імені Надії Крупської. Ім'я Н. К. Крупської було присвоєно Одеській обласній дитячій бібліотеці.
За радянських часів українське село Карлівка (Кіровоградська область) та німецька колонія Старий Данциг були об'єднані в одне село під назвою Крупське (назва зберігалася до 17 лютого 2016 р.).
Від 1928 до 2016 р. село Базилівка мало назву Крупське (Сумська область).
У місті Донецьк ім'ям Надії Крупської названо обласну універсальну наукову бібліотеку.
Увічнена на Поверсі спадщини Джуді Чикаго.